# Scharuhen
Scharuhen war im Altertum der Name einer Stadt in Retjenu. Sie lag auf dem jetzigen Staatsgebiet von Israel ca. 20 Kilometer westlich von Beʾer Scheva.

## Geschichte
Zu Beginn der altägyptischen 18. Dynastie, als Ahmose I. die von Kamose begonnene Vertreibung der Hyksos fortsetzte, spielte Scharuhen eine besondere strategische Rolle.
Im zweiten Peretmonat (Februar) nahm Ahmose I. 1532 v. Chr. in seinem 18. Regierungsjahr, dem elften Regierungsjahr des Hyksokönigs Chamudi, die altägyptische Stadt Heliopolis ein und eroberte kurze Zeit später am 25. Achet I (17. September) die Grenzfestung Sile.
Nach der erfolgreichen Einnahme von Sile und Auaris folgte eine dreijährige Belagerung der Festungsstadt Scharuhen, die Ahmose I. 1529/28 v. Chr. in seinem 21. Regierungsjahr endgültig einnahm. Die Belagerung von Scharuhen ist in Kolumne 15 der Biografie des Sohn der Ibana Ahmose, in dessen Felsengrab in el-Kab verzeichnet.